# Simon Cowell
Simon Philip Cowell (Lambeth, 7 ottobre 1959) è un personaggio televisivo e produttore discografico britannico.
Ottiene la popolarità partecipando come giurato dal 2002 al 2010 al programma televisivo britannico The X Factor dove seleziona i componenti del gruppo multinazionale Il Divo e, insieme alla cantante Nicole Scherzinger, forma il gruppo di fama internazionale degli One Direction. Come produttore crea il format America's Got Talent, a cui seguiranno Britain's Got Talent Australia's Got Talent e Italia's Got Talent, incentrati sulla ricerca di personaggi dello spettacolo tra il pubblico partecipante. Un'altra sua creazione è il game show Red or Black?.

## Biografia

### Origini
Nato nel quartiere londinese di Lambeth e cresciuto a Elstree dalla madre ballerina, Julie Brett, e dal padre, Eric Selig Phillip Cowell (1918–1999), imprenditore immobiliare e dell'industria musicale, ha frequentato la Radlett Preparatory School e il Dover College. Il cognome "Cowell" è la trasformazione anglicana del patronimico gaelico irlandese MacCathmaoil (McCaul) che significava "figlio del capo battaglia".

### Anni '80 e '90
Dopo aver lavorato per alcuni anni presso l'etichetta EMI, nei primi anni '80 Cowell fonda la Fanfare Records. Alcuni artisti legati all'etichetta come Sinitta e Stock Aitken Waterman ottennero dei buoni riscontri commerciali, tuttavia l'etichetta falisce nel 1989. Negli anni '90 Cowell lavora per diverse etichette come la BMG. Nel 1995 convince gli attori Robson Green e Jerome Flynn ad esordire come duo musicale con il nome di Robson & Jerome: il singolo da lui prodotto Unchained Melody si rivela un enorme successo commerciale con sette settimane trascorse alla vetta della classifica singoli britannica, diventando il singolo più venduto dell'anno nel Regno Unito. Allo stesso modo, l'album eponimo del duo musicale ottiene 6 dischi di platino e diventa l'album più venduto dell'anno nel Regno Unito. Il successo del duo viene confermato con loro secondo e ultimo album, pubblicato l'anno seguente. In seguito a questi risultati, Cowell firma altri contratti con artisti musicali, producendo anche alcuni album legati al franchise dei Teletubbies.

### Il franchiseIdol
Nel 2001 Cowell crea insieme a Simon Fuller la sua prima trasmissione televisiva, Pop Idol. Il talent show fa immediatamente da trampolino di lancio ad artisti destinati ad ottenere un grande successo commerciale come Will Young, oltre ad ottenere un enorme successo in termini di ascolti. Cowell è anche fra i giudici della trasmissione, che ne sancisce il debutto come personaggio televisivo. Il franchise viene quindi esportato in numerose altre nazioni, tra cui gli Stati Uniti dove assume il titolo di American Idol e consente il lancio di svariati artisti destinati a ottenere un grande successo commerciale, tra cui Kelly Clarkson (prima vincitrice della trasmissione), Jennifer Hudson, Fantasia e Jordin Sparks. Anche in questa trasmissione Cowell assume il ruolo di uno dei giudici. Contestualmente, Cowell fonda la sua etichetta discografica Syco Records.

### The X Factor
Nel 2004, con Sharon Osbourne e Louis Walsh, Cowell siede nella giuria della prima edizione di The X Factor, un concorso canoro televisivo britannico creato da lui stesso con la sua società di produzione, la Syco Entertainment. The X Factor è stato un successo immediato nel Regno Unito, tanto da essere trasmesso fino ad ora per undici stagioni. Leona Lewis, vincitrice della terza stagione, ha firmato un contratto discografico con la Syco Music, l'etichetta discografica di Cowell, suo mentore all'interno del programma, ottenendo un ampio successo commerciale a livello globale. Cowell ha ricoperto il ruolo di giudice del talent show fino alla settima edizione nel 2010, nella quale ha creato ed è stato mentore della boy band di successo One Direction che, sebbene sia arrivata al terzo posto nella competizione, ha firmato un contratto con la Syco ed è rapidamente diventata una delle boyband di maggior successo di sempre a livello planetario. Dall'ottava edizione il suo ruolo all'interno del talent show viene ricoperto da Gary Barlow dei Take That.
Nell'ottobre 2010, Cowell ha firmato un contratto triennale con ITV per il rinnovo della messa in onda di The X Factor e Britain's Got Talent, altro suo format di successo, rinnovando entrambi gli show creati da lui stesso fino al 2013. Nel settembre del 2011 Cowell lancia The X Factor negli Stati Uniti sull'emittente americana Fox, ricoprendo il ruolo di giudice per tutte le tre stagioni dello show. Come giudice ha vinto la prima edizione con la sua concorrente Melanie Amaro e nella terza con il duo Alex & Sierra. Nel 2013 appare anche nella settima edizione italiana di X Factor, dove ha assegnato le categorie di cantanti ai quattro giudici Simona Ventura, Elio, Morgan e Mika tramite video-conferenza.
Nel novembre 2013 il contratto triennale con ITV è stato prolungato di altri tre anni, fino al 2016. Nel febbraio 2014 la Fox comunica che The X Factor non verrà trasmesso negli Stati Uniti per una quarta stagione, visti i bassi ascolti riscontrati dall'emittente in confronto al successo del talent show rivale The Voice. Cowell torna così nel Regno Unito per sedersi nuovamente tra i giudici di X Factor nella sua undicesima stagione, arrivando a fine stagione sia primo che secondo con i suoi concorrenti Ben Haenow e Fleur East. Complessivamente dal programma, oltre a quelli già citati, sono stati lanciati altri artisti di successo internazionale come Alexandra Burke, JLS, Olly Murs, Rebecca Ferguson, Little Mix, James Arthur, Fifth Harmony.

### Got Talent
Dopo il successo riscosso dai franchise Idol e X Factor, Cowell, la sua azienda Syco e i suoi partner commerciali hanno creato e sviluppato un format di talent show aperto a tutti e ad artisti e performer di ogni genere, non solo cantanti ma anche ballerini, strumentisti, maghi, illusionisti, comici, ventriloqui, addestratori di animali e così via. Il format Got Talent, che ha esordito sul canale statunitense NBC nel giugno del 2006 con il nome di America's Got Talent, vede Cowell come produttore esecutivo del programma ma non come giudice, per via delle condizioni del suo contratto stretto con la Fox durante la sua presenza come giudice ad American Idol.
Nel giugno 2007 fa esordire il programma anche nel Regno Unito con il nome di Britain's Got Talent, in onda su ITV, apparendo in tutte le edizioni dello show. Nel maggio 2015 Cowell è stato ospite a Italia's Got Talent, in onda su Sky Uno, andando per la prima volta di persona in una versione estera di Got Talent.

## Vita privata
Il 14 febbraio 2014 è diventato papà di Eric, avuto dalla sua compagna Lauren Silverman.
Il 9 agosto 2020, mentre provava la sua nuova bicicletta elettrica vicino a casa sua a Malibù, cade rompendosi la schiena. Viene sottoposto ad un intervento chirurgico durato cinque ore.

## Immagine pubblica
In tutte le trasmissioni a cui partecipa come giurato, Cowell è noto per essere il "giudice cattivo" per la severità con cui interpreta il suo ruolo, in particolare nei durissimi e impietosi commenti alle prestazioni dei concorrenti. Per questa sua caratteristica, è apparso in due puntate de I Simpson da lui stesso doppiate: nella prima il barista Boe diventa un suo collega giudice di American Idol e nella seconda è un giudice che lavora per un asilo di bambini-talento. Inoltre è presente nel film parodia Scary Movie 3 - Una risata vi seppellirà nella battaglia rap tra George e Fat Joe dove viene ucciso a colpi di pistola da dei rapper che aveva fatto arrabbiare. Appare anche in Far Far Away Idol, cortometraggio appartenente alla serie Shrek come giudice, cantando anche il famoso brano My Way.

## Filmografia

### Cinema
- Scary Movie 3 - Una risata vi seppellirà (2003)
- Beautiful
- One Direction: This Is Us (2013)
- One Chance (2014)

### Televisione
- Pop Idol (2001-2002) - Giudice
- American Idol (2002-2010) - Giudice
- The X Factor UK (2004-2010, 2014-2018) - Giudice
- Britain's Got Talent (2007-in corso) - Giudice
- The X Factor USA (2011-2013) - Giudice
- America's Got Talent (2016-in corso) - Giudice

### Doppiaggio
- I Simpson (ep. 15x13 e 21x23)[11][12]
- I Griffin (ep. 6x4/5)[13]
- Shrek - L'idolo di Molto Molto Lontano (2004)[14]
- Scooby! (2020)[15]

## Doppiatori italiani
- Giorgio Ginex in The X Factor e Britain's Got Talent
- Giorgio Bonino in One Direction: L'inizio di un sogno

Da doppiatore è sostituito da:
- Gaetano Varcasia ne I Simpson.
- Simone D'Andrea in Scooby!